# Rachel Steinman Clarke
Rachel Steinman Clarke (ca. 1882 - 4 de noviembre de 1944) fue una violinista polaca-estadounidense que desarrolló su carrera musical en Estados Unidos. 

## Primeros años
Rachel Steinman nació en Włocławek, Polonia. Se mudó con su familia a los Estados Unidos cuando era niña, y se crio en Des Moines, Iowa, donde se graduó del Conservatorio de Música de Highland Park. Realizó estudios de violín también en las ciudades de Chicago y Nueva York, así como en París, con Jacques Thibaud.

## Carrera
Rachel Steinman tocaba el violín en los eventos de Iowa en 1900. Realizó una gira por los circuitos de Chautauqua y Lyceum con Midland Concert Company cuando era una mujer joven, y como directora de Rachel Steinman Concert Company. Estuvo de gira con su esposo en la Edward Clarke Concert Company, desde la década de 1910 hasta la década de 1920. En 1917, la compañía Clarke dio 142 conciertos en 71 ciudades en 70 días, conduciendo el Ford de Clarke más de 4,500 millas a través de Illinois, Iowa, Minnesota y Wisconsin en el proceso.
Clarke fue miembro de la Orquesta Sinfónica Cívica de Chicago y miembro de la facultad del Conservatorio de Artes del Liceo de Chicago. También actuó para conciertos de radio. "La señorita Steinman es una violinista extremadamente artística, toca con una compostura perfecta y con tanta facilidad y elegancia que inspira confianza en su música", comentó un crítico de Iowa en 1911.
Fue miembro de la Orquesta Sinfónica de la Universidad de Miami tras mudarse en 1935.

## Vida personal
En 1913, Rachel Steinman se casó con Charles Edward Clarke, un cantante barítono canadiense.
Steinman murió en Miami, Florida, en 1944.